# Senegalia caffra
Espèce
Synonymes
- Acacia caffra (Thunb.) Willd.[2]
- Mimosa caffra Thunb.[2]

Senegalia caffra est une espèce de plantes à fleurs de la famille des Fabacées. C'est un arbre originaire du sud de l'Afrique.

## Description
Cette espèce se présente généralement sous la forme d’un arbre pouvant atteindre 14 m de hauteur, mais elle peut aussi conserver une forme buissonnante. Le tronc peut atteindre 60 cm de diamètre.
Les rameaux sont glabres ou poilus et portent des épines disposées en paires, en forme de griffe, mesurant jusqu'à 9 mm de long. Les feuilles sont alternes et composées bipennées. Chaque feuille est portée par un pétiole de 0,5 à 4 cm de long et présente un rachis de 2 à 23 cm de long, portant parfois des épines mesurant jusqu'à 3 mm. Elle est découpée en 6 à 38 paires de folioles, eux-mêmes découpés en 16 à 64 paires de foliolules de 2 à 12 cm de longueur pour 0,5 à 2,5 cm de largeur ; ces foliolules présentent une base oblique et peuvent être velus ou glabres.
La floraison a lieu au printemps, de septembre à novembre. L'inflorescence est un épi de fleurs blanc crème, en forme d'écouvillon ou de chenille, mesurant de 2 à 10 et porté par un pédoncule mesurant jusqu'à 4 cm. Chaque fleur possède un calice et une corolle en cloche, à 5 pièces florales chacune. Les étamines sont nombreuses, l'ovaire est supère.
Le fruit est une gousse aplatie, brune à maturité, de 4,5 à 19,5 cm de longueur pour 0,5 à 2,5 cm de largeur, et contenant jusqu'à 10 graines. Les graines, aplaties, de couleur vert olive à brun clair, sont de forme ovoïde à oblongue, et mesure de 6 à 12 mm de longueur pour 4 à 8 mm de largeur.

## Répartition et habitat
Cette espèce est présente en Afrique du Sud et au Swaziland, mais aussi au sud du Botswana et du Mozambique. Il existe des populations isolées au Zimbabwe, cette répartition est peut-être due au fait que cet arbre ne serait pas natif du pays et aurait été introduit dans les temps anciens. Senegalia caffra a aussi été observé en actuelle République centrafricaine en 1957. Il a, de plus, été introduit en Inde.
Dans ses régions d'origine, cet acacia est présent dans des habitats variés comme les forêts peu denses, les zones de broussailles, les savanes boisées ou les collines pierreuses. Cette espèce supporte en effet des conditions difficiles, comme un faible pH du sol ou le passage d’un incendie. On la trouve du niveau de la mer jusqu'à 1 500 m d'altitude.

## Rôle écologique
Les papillons Deudorix vansoni et Deudorix penningtoni pondent leurs œufs sur les rameaux de cet acacia, ce qui forme des galles. Le feuillage et les gousses sont consommés par le bétail et certains animaux sauvages, tels qu'éléphants, antilopes et babouins, mais les feuilles contiennent des hétérosides cyanogénétiques et sont toxiques.

## Utilisations

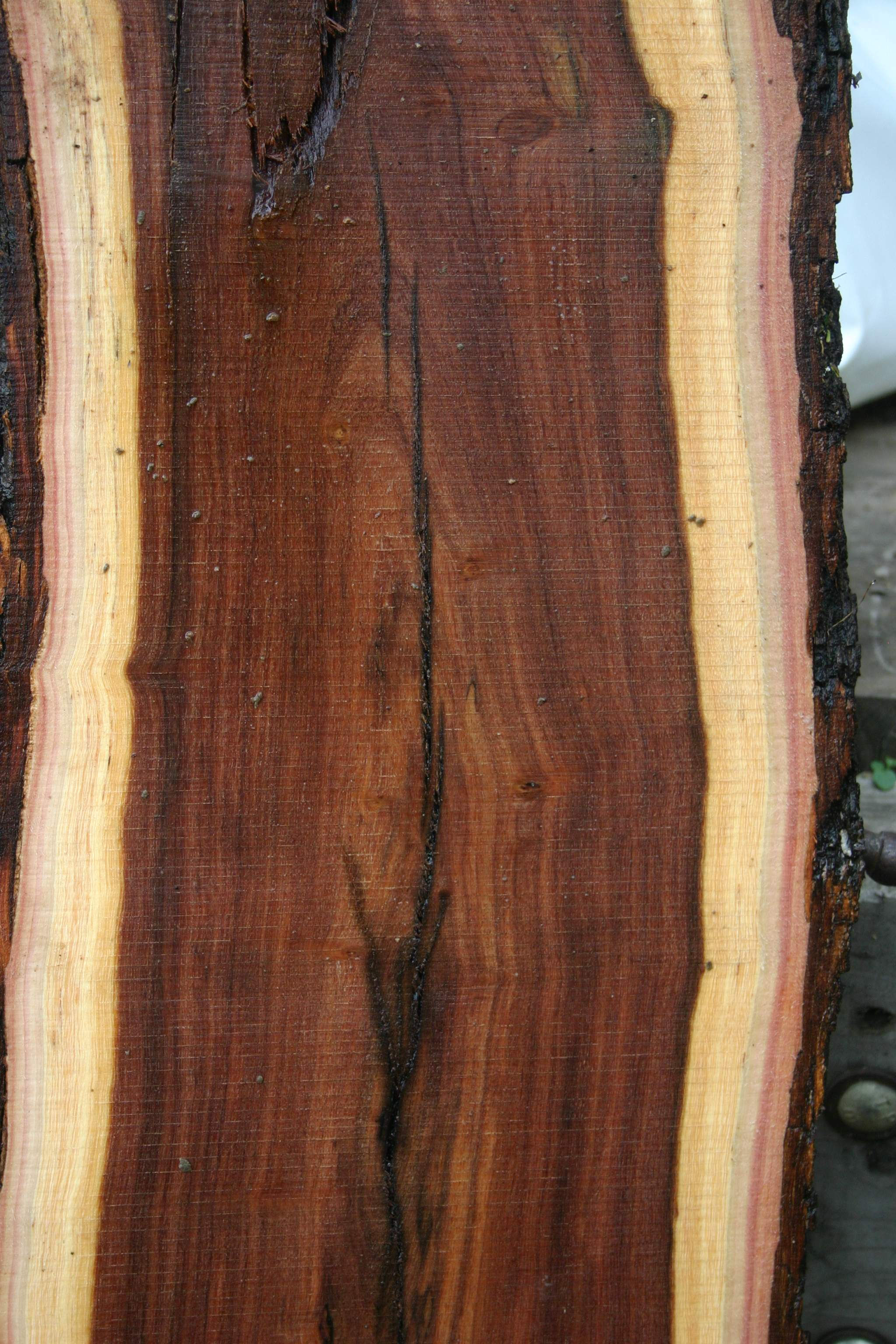
Bois dAcacia caffra.

Le bois a un grain variant de moyennement fin à moyennement grossier et une densité, à 12 % de teneur en humidité, allant de 980 à 1 060 kg/m3. Le bois d’aubier est clair, de couleur crème, et le duramen brun foncé. Il est utilisé pour des usages divers, tels que la fabrication de poteaux de clôture ou le tannage du cuir,. Les racines sont utilisées par les femmes Xhosa pour la fabrication de tuyaux de pipe et les rameaux pour la vannerie. La plante est traditionnellement utilisée à des fins médicinales,. Les croyances locales considèrent que cet arbre porte chance.